# Koji Igarashi
Kōji Igarashi (五十嵐 孝司 Igarashi Kōji?), más conocido por su apodo IGA, es un diseñador de videojuegos que trabajaba en Konami y era el anterior productor de la serie de videojuegos Castlevania, ya que desde Castlevania: Lords of Shadow David Cox es el nuevo y actual productor de la saga, y creó con este juego una cronología alterna a la oficial. Es conocido como el subdirector de Castlevania: Symphony of the Night, su primera gran participación en la serie Castlevania. Se desempeñó como productor de cada juego entre Castlevania Chronicles de 2001 hasta Castlevania: Harmony of Despair de 2010, aunque él estuvo involucrado en otros títulos, como en Elder Gate (solo salió en Japón), Nano Breaker, Otomedius Excellent y Leedmees (ambos para Xbox 360).
Dejó Konami desde el 16 de marzo de 2014 para crear su propio estudio de videojuegos.

## Obras
Por lo general él es acreditado con su apodo IGA, excepto en algunos casos.
- Detana!! TwinBee (PC-Engine) - Programador
- Gradius II (PC-Engine Super CD-ROM) - Programador
- Tokimeki Memorial (PC-Engine Super CD-ROM) - Programador, Escritor de escenario (como K. IGA)[2]
- Tokimeki Memorial: Forever with you (PlayStation, Sega Saturn) - Programador, Escritor de escenario
- Castlevania: Symphony of the Night (PlayStation) - Subdirector, Programador, Escritor de escenario (como Kouji IGA)[3]
- Elder Gate (PlayStation) - Director, Programador de sistema
- Castlevania Chronicles (PlayStation) - Productor
- Castlevania: Harmony of Dissonance (Game Boy Advance) - Productor
- Castlevania: Aria of Sorrow (Game Boy Advance) - Productor
- Castlevania: Lament of Innocence (PlayStation 2) - Productor
- Nano Breaker (PlayStation 2) - Productor
- Castlevania: Dawn of Sorrow (Nintendo DS) - Productor
- Castlevania: Curse of Darkness (PlayStation 2, Xbox) - Productor
- Castlevania: Portrait of Ruin (Nintendo DS) - Productor
- Castlevania: Order of Ecclesia (Nintendo DS) - Productor
- Castlevania: Order of Shadows (teléfono móvil) - Productor
- Castlevania: The Dracula X Chronicles (PlayStation Portable) - Productor
- Castlevania: Harmony of Despair (Xbox Live Arcade) - Productor
- Otomedius Excellent (Xbox 360) - Productor
- Leedmees (Xbox 360 Kinect) - Productor[4]
- Bloodstained: Curse of the Moon - Productor
- Bloodstained: Ritual of the Night - Productor[5]
- Bloodstained: Curse of the Moon 2 - Productor